# Gregorio Pedroca
Gregorio Pedroca talvolta Pedrocca (Mantova, 1560/1570 – Acqui Terme, 20 agosto 1631) fu un frate francescano e vescovo cattolico italiano, vescovo della diocesi di Acqui dal 16 novembre 1620 fino alla sua morte.

## Biografia
Gregorio Pedroca nasce a Mantova nel decennio che intercorre tra il 1560 e il 1570. Nelle sue stesse parole all'interno dell'opera "Solatia Chronologica Sacrosanctae Aquensis Ecclesiae" Pedroca dichiarava origini non nobiliari, per quanto in realtà i Pedroca nel bresciano fossero famiglia nobile che dava anche il nome a una contrada nel comune di Cazzago San Martino,  riferendo però della presenza di due martiri in Brescia nella sua genealogia: Nicolao e Girolamo. 
Da giovane aderì alla Regola di san Francesco entrando a fare parte dell'ordine dei frati minori all'interno del quale assumerà ruoli di rilievo a livello locale oltre che a essere considerato insegnante di grido di teologia e filosofia. 
Tramite la raccomandazione del duca di Mantova e del cardinale Verallo il 16 novembre del 1620 il Papa Paolo V lo designava Vescovo di Acqui, il 21 dello stesso mese veniva consacrato come tale sempre da Verallo e infine entrava solennemente in diocesi il 24 gennaio del 1621. 
Il territorio in cui si trovava a operare Pedroca era martoriato dalla guerra dei trent'anni, nelle sue relazioni il vescovo metteva infatti l'accento su come le guerre e le truppe imperiali avessero ridotto alla miseria la popolazione della diocesi in cui era stato chiamato a officiare il suo ministero.
Negli anni del suo episcopato sono varie le visite di Pedroca nelle parocchie della diocesi tra cui quella nel 1622 a Sassello dove l'antica chiesa della visitazione venne elevata a basilica minore e dedicata all'immacolata concezione e anche la consacrazione della rinnovata parrocchia di Bistagno, evento citato da alcune fonti come avvenuto nel 1631 ma in realtà databile al 2 giugno 1627.
Alla sua opera episcopale Gregorio Pedroca affianca anche la produzione letteraria di cui l'opera più importante sono i  "Solatia Chronologica Sacrosanctae Aquensis Ecclesiae", opera incompiuta che ripercorre la storia della città di Acqui e della diocesi dalla fondazione romana fino al 1628, momento in cui la ricostruzione storica del vescovo si interrompe. Nello scritto si nota l'approccio "moderno" di Pedroca che si avvale di documenti epigrafici rinvenuti nella città riportandoli con fedeltà all'interno dell'opera e cercando da questi di ricostruire l'eredità romana e antica di Acqui.
A partire del 1630 con l'arrivo della peste anche nella diocesi il vescovo si prodigherà personalmente al sostegno e alla cura degli ammalati finendo a contrarre lui stesso il morbo che ne provocherà la morte il 20 agosto 1631.

## Genealogia episcopale
La genealogia episcopale è:
- Cardinale Guillaume d'Estouteville, O.S.B.Clun.
- Papa Sisto IV
- Papa Giulio II
- Cardinale Raffaele Sansone Riario
- Papa Leone X
- Papa Paolo III
- Cardinale Francesco Pisani
- Cardinale Alfonso Gesualdo di Conza
- Papa Clemente VIII
- Cardinale Roberto Bellarmino, S.I.
- Cardinale Fabrizio Verallo
- Vescovo Gregorio Pedroca, O.F.M.